# Coppa di Portogallo 2022-2023 (pallavolo femminile)
La Coppa di Portogallo 2022-2023, 51ª edizione della coppa nazionale di pallavolo femminile, si è svolta dal 29 ottobre 2022 all'11 marzo 2023: al torneo hanno partecipato trentadue squadre di club portoghesi e la vittoria finale è andata per la sesta volta allo Sporting Lisbona.

## Regolamento
La formula ha previsto turno preliminare, primo turno, secondo turno, terzo turno, ottavi di finale, quarti di finale, semifinali e finale, giocate in gara unica.

## Squadre partecipanti
| - Académica Espinho - ANAG - Avense - Belenenses - Benfica - Boavista - Braga - Cascais | - Castêlo da Maia - Dumiense - Esmoriz - Espinho - Famalicão - Famões - Fiães - Gueifães | - Ginástica - Kairós - Leixões - Lusófona - Madeira - Oeiras - Piedense - Porto | - Porto 2014 - Póvoa - Santo Tirso - Saõ Mamede - Sporting Lisbona - Viana - Vilacondense - Vitória |

## Torneo

### Tabellone
|  | Ottavi di finale | Ottavi di finale |  |  | Quarti di finale | Quarti di finale |            |   | Semifinali       | Semifinali |                  |   | Finale | Finale |  |
|  |                  |                  |  |  |                  |                  |            |   |                  |            |                  |   |        |        |  |
|  | Esmoriz          | 3                |  |  |                  |                  |            |   |                  |            |                  |   |        |        |  |
|  | Braga            | 0                |  |  | Esmoriz          | 0                |            |   |                  |            |                  |   |        |        |  |
|  | Vilacondense     | 3                |  |  | Vilacondense     | 3                |            |   |                  |            |                  |   |        |        |  |
|  | Espinho          | 1                |  |  |                  |                  |            |   | Vilacondense     | 1          |                  |   |        |        |  |
|  | Porto            | 3                |  |  |                  |                  | Porto      | 3 |                  |            |                  |   |        |        |  |
|  | Benfica          | 1                |  |  | Porto            | 3                |            |   |                  |            |                  |   |        |        |  |
|  | Boavista         | 0                |  |  | Vitória          | 0                |            |   |                  |            |                  |   |        |        |  |
|  | Vitória          | 3                |  |  |                  |                  |            |   | Porto            | 2          |                  |   |        |        |  |
|  | Madeira          | 0                |  |  |                  |                  |            |   |                  |            | Sporting Lisbona | 3 |        |        |  |
|  | Castêlo da Maia  | 3                |  |  | Castêlo da Maia  | 1                |            |   |                  |            |                  |   |        |        |  |
|  | Famalicão        | 0                |  |  | Sporting Lisbona | 3                |            |   |                  |            |                  |   |        |        |  |
|  | Sporting Lisbona | 3                |  |  |                  |                  |            |   | Sporting Lisbona | 3          |                  |   |        |        |  |
|  | Leixões          | 3                |  |  |                  |                  | Porto 2014 | 1 |                  |            |                  |   |        |        |  |
|  | Kairós           | 2                |  |  | Leixões          | 0                |            |   |                  |            |                  |   |        |        |  |
|  | Porto 2014       | 3                |  |  | Porto 2014       | 3                |            |   |                  |            |                  |   |        |        |  |
|  | Dumiense         | 0                |  |  |                  |                  |            |   |                  |            |                  |   |        |        |  |

### Risultati

#### Turno preliminare
| 29 ottobre 2022 Pavilhão Braamcamp Freire, Odivelas Durata: 2h:27 - Spettatori: ?        | Famões | 3 - 2 | Oeiras  | 26-24, 19-25, 21-25, 25-15, 15-13 |
| 29 ottobre 2022 Clube Desportivo da Póvoa, Póvoa de Varzim Durata: 1h:50 - Spettatori: ? | Póvoa  | 3 - 1 | Cascais | 25-13, 25-16, 15-25, 25-22        |

#### Primo turno
| 18 novembre 2022 Pavilhão Ala Nun' Álvares, Gondomar Durata: 1h:27 - Spettatori: ?      | ANAG       | 3 - 0 | Santo Tirso       | 25-18, 27-25, 25-17               |
| 19 novembre 2022 Pavilhão do Colégio João Paulo II, Braga Durata: 1h:33 - Spettatori: ? | Dumiense   | 3 - 1 | Belenenses        | 25-15, 25-17, 17-25, 25-14        |
| 19 novembre 2022 Pavilhão Municipal de Nogueira, Maia Durata: 2h:10 - Spettatori: ?     | Gueifães   | 2 - 3 | Académica Espinho | 15-25, 18-25, 25-22, 25-19, 12-15 |
| 19 novembre 2022 Pavilhão Eduardo Soares, Matosinhos Durata: 1h:47 - Spettatori: 47     | Saõ Mamede | 3 - 1 | Fiães             | 26-24, 29-31, 25-17, 25-16        |
| 19 novembre 2022 Pavilhão do Clube Piedense, Almada Durata: 1h:29 - Spettatori: ?       | Piedense   | 0 - 3 | Ginástica         | 20-25, 23-25, 24-26               |
| 19 novembre 2022 Pavilhão Eça de Queirós, Lisbona Durata: ? - Spettatori: ?             | Póvoa      | 3 - 1 | Famões            | 22-25, 25-22, 25-16, 25-23        |
| 19 novembre 2022 Pavilhão São Tomé Negrelos, Santo Tirso Durata: 1h:39 - Spettatori: ?  | Avense     | 3 - 1 | Lusófona          | 24-26, 25-17, 25-16, 25-23        |
| 19 novembre 2022 Pavilhão Esmoriz Ginásio Clube, Ovar Durata: 1h:01 - Spettatori: 20    | Esmoriz    | 3 - 0 | Viana             | 25-18, 25-11, 25-13               |

#### Secondo turno
| 1º dicembre 2022 Pavilhão do Colégio João Paulo II, Braga Durata: 2h:17 - Spettatori: ?  | Dumiense   | 3 - 2 | ANAG              | 25-22, 22-25, 25-22, 28-30, 15-11 |
| 1º dicembre 2022 Complexo Nacional de Ginástica, Cascais Durata: 1h:53 - Spettatori: ?   | Ginástica  | 1 - 3 | Académica Espinho | 23-25, 16-25, 25-16, 20-25        |
| 30 novembre 2022 Pavilhão Esmoriz Ginásio Clube, Ovar Durata: 1h:36 - Spettatori: 80     | Esmoriz    | 3 - 1 | Avense            | 25-22, 25-19, 20-25, 25-17        |
| 1º dicembre 2022 Pavilhão Municipal de Guifões, Matosinhos Durata: 1h:48 - Spettatori: ? | Saõ Mamede | 3 - 1 | Póvoa             | 21-25, 25-21, 25-18, 25-22        |

#### Terzo turno
| 14 dicembre 2022 Pavilhão do Colégio João Paulo II, Braga Durata: 1h:19 - Spettatori: ? | Dumiense | 3 - 0 | Académica Espinho | 25-17, 25-17, 25-22 |
| 8 dicembre 2022 Pavilhão Esmoriz Ginásio Clube, Ovar Durata: 1h:06 - Spettatori: 50     | Esmoriz  | 3 - 0 | Saõ Mamede        | 25-16, 25-14, 25-15 |

#### Ottavi di finale
| 21 gennaio 2023 Pavilhão Pêro Vaz de Caminha, Porto Durata: 1h:09 - Spettatori: 60        | Boavista     | 0 - 3 | Vitória          | 15-25, 21-25, 15-25               |
| 21 gennaio 2023 Pavilhão Esmoriz Ginásio Clube, Ovar Durata: 1h:38 - Spettatori: 100      | Esmoriz      | 3 - 0 | Braga            | 25-22, 30-28, 25-21               |
| 21 gennaio 2023 Pavilhão da Levada, Funchal Durata: 1h:14 - Spettatori: 150               | Madeira      | 0 - 3 | Castêlo da Maia  | 19-25, 16-25, 18-25               |
| 21 gennaio 2023 Pavilhão de Desportos, Vila do Conde Durata: 1h:42 - Spettatori: 92       | Vilacondense | 3 - 1 | Espinho          | 25-23, 23-25, 25-20, 25-22        |
| 21 gennaio 2023 Colégio Efanor, Matosinhos Durata: 1h:03 - Spettatori: 82                 | Porto 2014   | 3 - 0 | Dumiense         | 25-12, 25-14, 25-12               |
| 4 febbraio 2023 Estádio do Dragão, Porto Durata: 1h:47 - Spettatori: 789                  | Porto        | 3 - 1 | Benfica          | 27-25, 22-25, 25-14, 25-21        |
| 20 gennaio 2023 Pavilhão Lameiras, Vila Nova de Famalicão Durata: 1h:10 - Spettatori: 112 | Famalicão    | 0 - 3 | Sporting Lisbona | 23-25, 16-25, 21-25               |
| 2 gennaio 2023 Centro de Matosinhos, Matosinhos Durata: 2h:16 - Spettatori: ?             | Leixões      | 3 - 2 | Kairós           | 18-25, 25-19, 18-25, 25-21, 15-12 |

#### Quarti di finale
| 21 febbraio 2023 Estádio do Dragão, Porto Durata: 1h:09 - Spettatori: 912            | Porto           | 3 - 0 | Vitória          | 25-21, 25-18, 25-18        |
| 18 febbraio 2023 Pavilhão do Castêlo da Maia, Maia Durata: 1h:48 - Spettatori: 131   | Castêlo da Maia | 1 - 3 | Sporting Lisbona | 22-25, 13-25, 25-19, 24-26 |
| 18 febbraio 2023 Centro de Matosinhos, Matosinhos Durata: 1h:32 - Spettatori: ?      | Leixões         | 0 - 3 | Porto 2014       | 21-25, 17-25, 20-25        |
| 18 febbraio 2023 Pavilhão Esmoriz Ginásio Clube, Ovar Durata: 1h:18 - Spettatori: 80 | Esmoriz         | 0 - 3 | Vilacondense     | 17-25, 21-25, 20-25        |

#### Semifinali
| 10 marzo 2023 Centro Cultural, Viana do Castelo Durata: 1h:33 - Spettatori: 260 | Vilacondense     | 1 - 3 | Porto      | 18-25, 25-22, 15-25, 9-25  |
| 10 marzo 2023 Centro Cultural, Viana do Castelo Durata: 2h:08 - Spettatori: 482 | Sporting Lisbona | 3 - 1 | Porto 2014 | 22-25, 26-24, 25-22, 25-15 |

#### Finale
| 11 marzo 2023 Centro Cultural, Viana do Castelo Durata: 2h:16 - Spettatori: 980 | Porto | 2 - 3 | Sporting Lisbona | 22-25, 25-23, 25-23, 17-25, 13-15 |